# Пагегское самоуправление
Паге́гское самоуправление (Пагегяйское самоуправление; лит. Pagėgių savivaldybė) — муниципальное образование в Таурагском уезде Литвы. Образовано в 2000 году из части Шилутского района в результате реформы самоуправлений.

## Населённые пункты
- 2 города — Пагегяй и Панямуне;
- 1 местечко — Вилькишкяй;
- 99 деревень.

Численность населения (2001):
- Пагегяй — 2393
- Вилькишкяй — 883
- Наткишкяй — 724
- Рукай — 718
- Лумпенай — 640
- Шилгаляй — 606
- Пиктупенай — 416
- Бенининкай — 369
- Жукай — 333
- Панямуне — 329

## Административное деление
Пагегское самоуправление подразделяется на 5 староств:
- Вилькишкяйское (лит. Vilkyškių seniūnija; адм. центр: Вилькишкяй)
- Лумпенайское (лит. Lumpėnų seniūnija; адм. центр: Лумпенай)
- Наткишкяйское (лит. Natkiškių seniūnija; адм. центр: Наткишкяй)
- Пагегское (лит. Pagėgių seniūnija; адм. центр: Пагегяй)
- Стонишкяйское (лит. Stoniškių seniūnija; адм. центр: Стонишкяй)